# Budova Magistrátu města Hradec Králové
Magistrát města Hradec Králové (dříve Okresní a finanční úřady) sídlí v památkově chráněné budově navržené Josefem Gočárem. Jedná se zároveň o poslední Gočárovo dílo v Hradci Králové.

## Historie
Okresní a finanční úřady na počátku 20. století sídlily v domě čp. 383 na ulici Československé armády. O výstavbě nové budovy pro okresní a finanční úřady se přemýšlelo od roku 1922. Roku 1927 se o něm přemýšlelo v souvislosti s umístěním ředitelství státních drah (dnes stojícím na Ulrichově náměstí). O čtyři roky později byl Josef Gočár vyzván starostou Josefem Václavem Bohuslavem Pilnáčikem, aby se zúčastnil architektonické soutěže, které se mimo něj účastnili Oldřich Liska, Jan Rejchl a Bohumil Sláma. V užším výběru pak dostal Gočár první cenu.
Původní dokumentace je z roku 1932 a stavba byla započata v srpnu 1935. Stavbu provedli hradečtí stavitelé František Capoušek, Václav Capoušek a Jan Včelák. Před vstupem měl stát původně pomník Jana Žižky, později si však Gočár vynutí bustu Antonína Švehly, jejíž výrobu zadal sochaři Vincenci Makovskému, který ji však nikdy nedokončil. Stavba byla slavnostně otevřena 4. října 1936. Původně v budově byly úřednické byty. V levém křídle byly byty honosnější než v pravém, dokonce k nim patřila terasa pro slunění v nejvyšším patře, obdobná jako u funkcionalistických vil. Po únorovém převratu byla využívána jako sídlo Krajského národního výboru. Později se zde sídlí pouze úřad KNV a Krajská finanční správa. Od roku 1964 je objekt chráněn jako kulturní památka. V devadesátých letech 20. století byla stavba zrekonstruována a začal zde sídlit Magistrát města Hradec Králové.
Roku 2011 byla provedena instalace prosklené polopříčky zasklené průsvitným sklem.

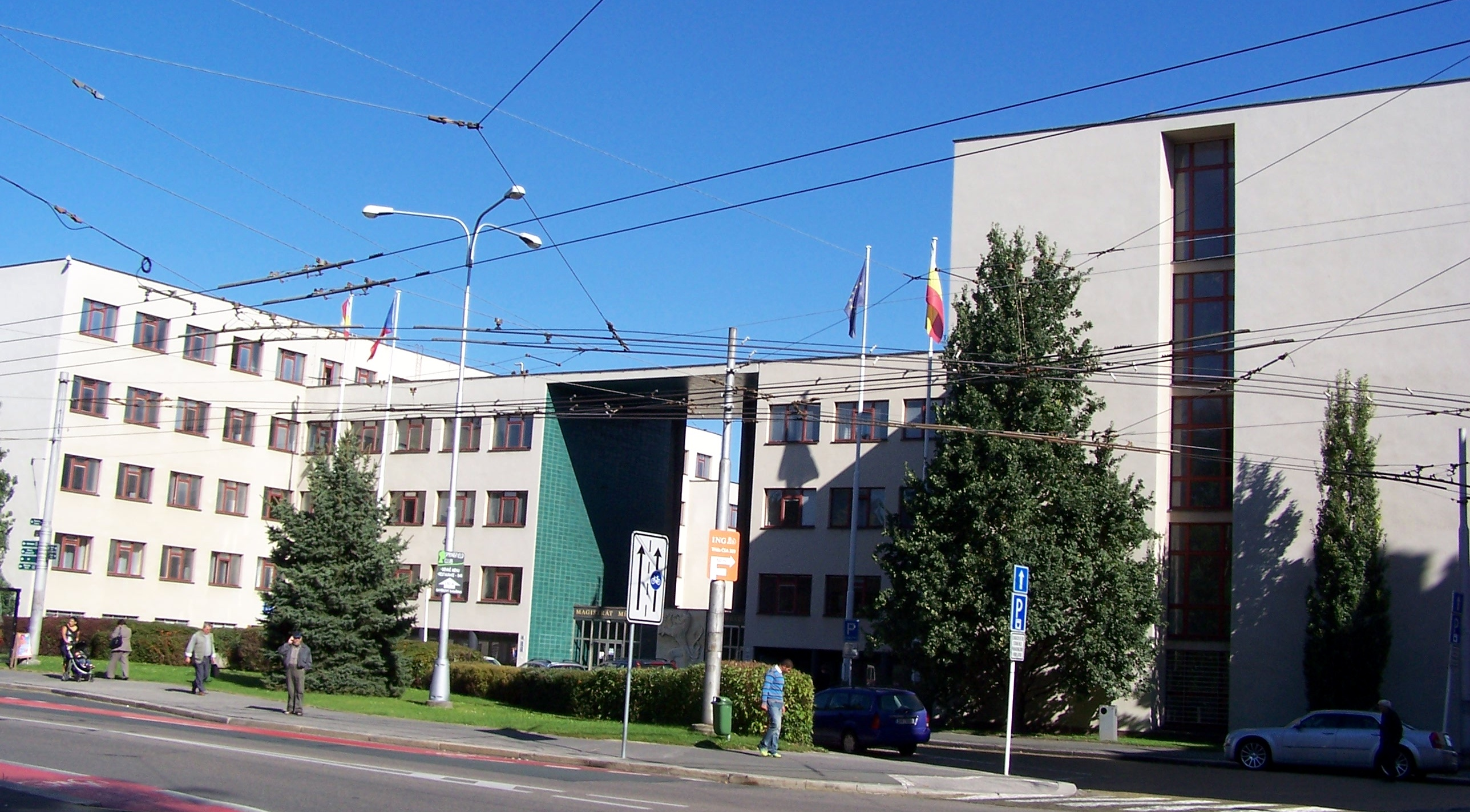
Objekt v roce 2012

## Popis
Jedná se o monumentální konstruktivistický areál. Dva postranní trakty jsou spojeny a zároveň odděleny třetím, o patro nižším traktem, v jehož středu je takticky umístěna vrátnice. Dalším prvkem, který opticky sjednocuje obě boční křídla a ozvláštňuje celkový vzhled budovy, je tenká střešní deska podepřená dvěma vysokými subtilními sloupy.
U vchodu nalezneme malý státní znak o rozměrech 2,7 m × 3,1 m z kopaninské opuky (obložení znaku je ze šluknovského sienitu. Znak vytvořil sochař Vincenc Makovský.